# Kanyl

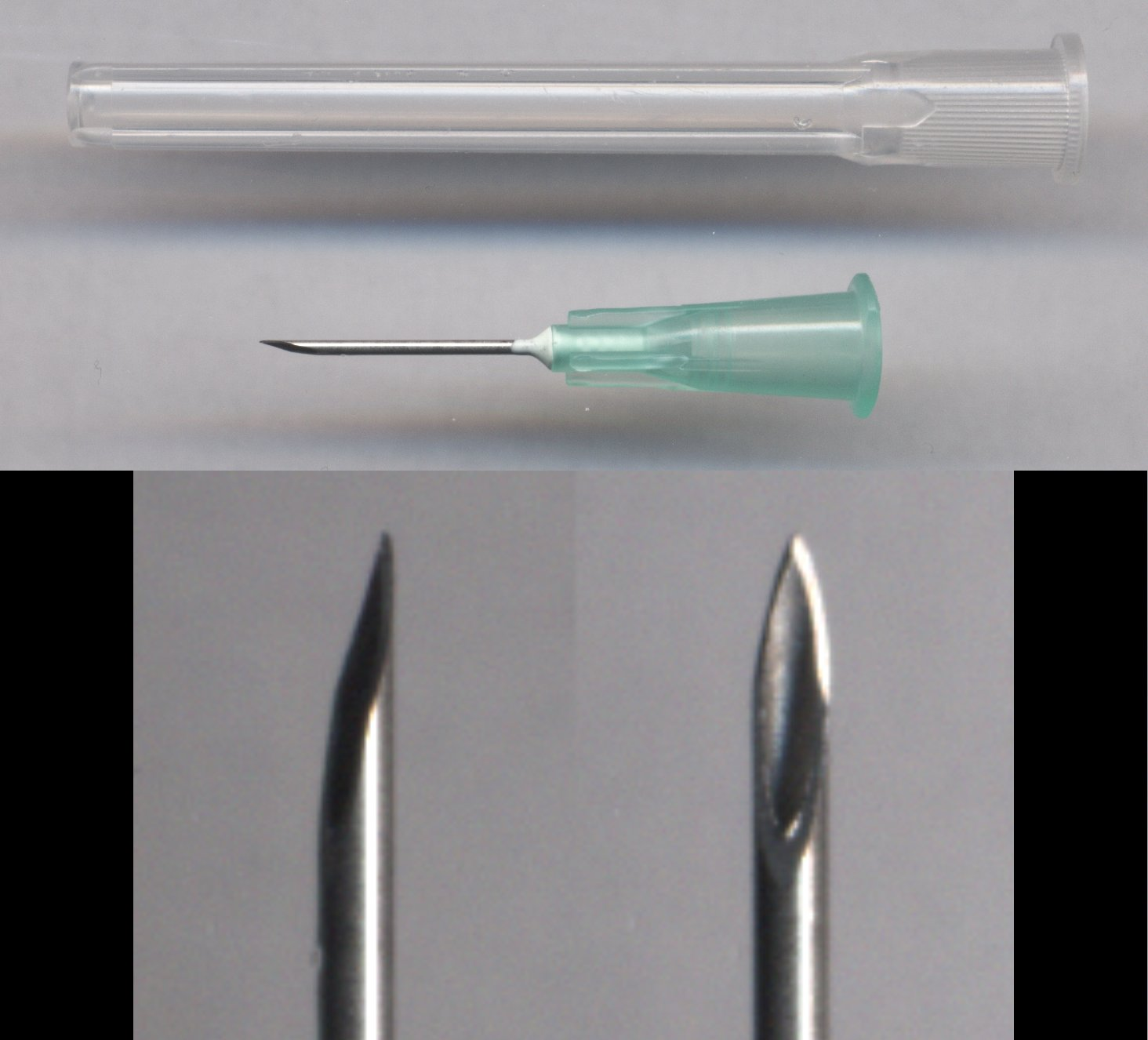
Övre: En engångskanyl till spruta med skyddshylsa. Undre: Förstoring av samma kanyls spets från två håll.

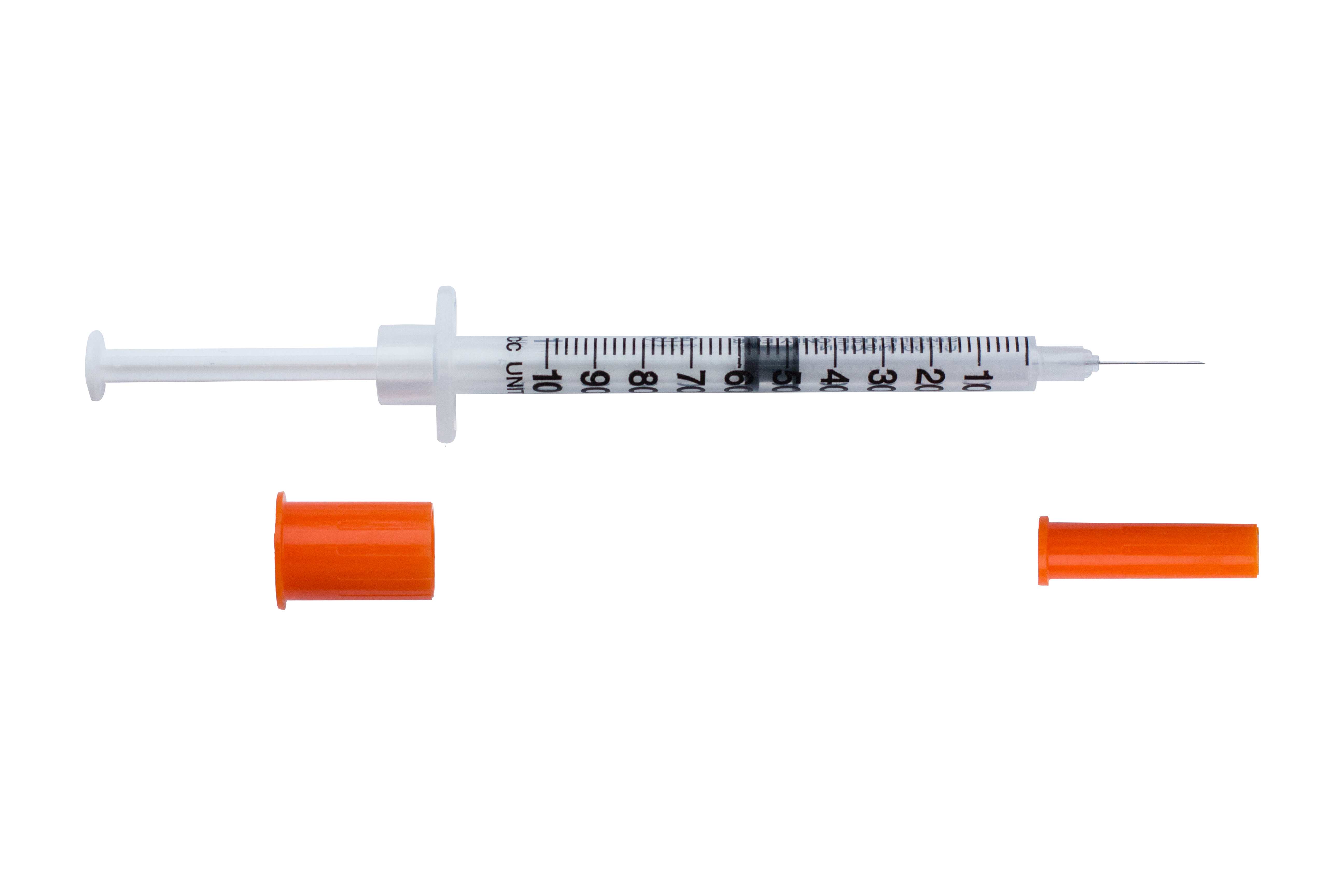
Insulinspruta.

Kanyl, via tyska och engelska från latin cannula som betyder litet rör, är inom medicinen ett rör, oftast av plast, men även metall, glas eller gummi, avsett att tappa ut vätska eller luft ur kroppen, eller att injicera läkemedel. Ordet används även för de ihåliga nålar som nyttjas vid injektion, infusion eller provtagning.
En kanyls ytterdiameter anges i enheten Gauge (G). Ju lägre tal desto grövre kanyl (se vidare Kateter >> Dimensioner). Vanliga engångskanyler för användning med en spruta är också färgkodade efter sitt gauge-tal och det finns en ISO-standard för dessa färger (ISO 6009:2016). Exempel är grönt för 18G och rosa för 20G.
Kanylens innerdiameter kallas lumen och mäts i millimeter (mm).
En uppdragningsskanyl är en kanyl som används för att dra upp (aspirera) ett läkemedel ur en ampull eller annat kärl i en spruta för att sedan injicera läkemedlet i en patient. Uppdragningskanylen är relativt grov, 1,2 mm eller större, för att underlätta uppdragning av läkemedel. Även om kanylen kallas uppdragningskanyl så är den steril och (kan vara) slipad på samma sätt som vanliga injektionskanyler och kan alltså användas även som en sådan. Normalt sett används dock betydligt tunnare kanyler för injektion, för att minmera obehaget för patienten samt för att minska risken för blödning eller infektion.
Vid olika ryggbedövningar, förekommer också kanyler (utöver för eventuell lokalbedövning i ytligare vävnader): Vid epiduralbedövning används en så kallad epiduralnål (tuohy-nål) för att finna epiduralrummet och för att genom nålen/kanylen införa en tunn slang in i epiduralrummet (för tillförsel av lokalbedövningsmedel och eventuella andra läkemedel). Vid spinalbedövning används en tunn spinalnål för att finna liquorrummet och för att genom nålen/kanylen införa lokalbedövningsmedel och eventuella andra läkemedel.
Trakealkanyl är ett rör av plast eller silikon (tidigare även av silver) som sätts in från halsens framsida in i trakea (luftstrupen) genom ett s.k. trakeostoma. Kanylen, som den kallas till vardags, sätts fast med ett band runt halsen. Den är försedd med en så kallad kuff, en liten ballong som kan fyllas med luft och som gör att kanylen sluter tätt mot luftstrupens insida. Ballongen är en förutsättning, om man har en trachealkanyl, för att man ska kunna respiratorbehandlas. Om man har trakealkanylen av annan anledning behöver man i regel inte kuffen. Trachealkanylen finns även fenestrerade (av franska fenêtre = fönster). Respiratorbehandling kan även ske om man exempelvis får en så kallad endotrachealtub med kuff genom munnen (eller via näsan) och ner i luftstrupen. 
Det också rörformade medicinska instrumentet troakar/trokar (på engelska trocar) (som vanligen är ett relativt grovt metall- eller plaströr/hylsa/kanyl med tätning mot en innesluten borttagbar ledare/spets/obturator), berörs inte ytterligare här.

## Lag
Från 1 november 2012 tillåter Lag (2012:595) om införsel av och handel med sprutor och kanyler privatimport för första gången i Sverige: "2 § En privatperson får inte föra in sprutor eller kanyler till Sverige. Detta gäller dock inte om privatpersonen för in produkterna för sitt eget eller familjemedlems medicinska bruk eller annat lovligt ändamål." Lagstiftningen om sprutor och kanyler från 1968 och Läkemedelsverkets föreskrifter från 1995 upphör då att gälla.